# Ben Hawkey
Ben Hawkey (25 de abril de 1996) es un actor británico. Es conocido por su interpretación de Pastel Caliente en Game of Thrones y de Rick Jnr en Beaver Falls.

## Primeros años
Asistió al Richard Challoner School y al Hollyfield School.

## Filmografía
| Año  | Título                         | Papel          |
| ---- | ------------------------------ | -------------- |
| 2010 | The Kid                        | Billy Saunders |
| 2011 | Ra.One                         | Billy          |
| TBA  | The Drowning Of Arthur Braxton | Cliff          |

### Televisión
| Año           | Título          | Papel           |
| ------------- | --------------- | --------------- |
| 2011          | Beaver Falls    | Rick Jnr        |
| 2011–14, 2017 | Game of Thrones | Pastel caliente |

## Otros trabajos
Además de la actuación, Hawkey y el servicio de comida de Reino Unido, Deliveroo, lanzaron una línea de pasteles inspirados en Game of Thrones que lleva el nombre de "You Know Nothing John Dough" (en español: No sabes nada, John Masa), el cual hace referencia a una frase recurrente en las primeras temporadas de la serie dirigidas al personaje principal de Jon Snow. De esa forma hace un juego de palabras con el apellido del personaje y "dough", que en inglés es la masa que se utilizada para hacer pan u otros productos pasteleros.